# Baeotus
Genre
Baeotus est un genre de lépidoptères (papillons) de la famille des Nymphalidae, de la sous-famille des Nymphalinae présents en Amérique.

## Dénomination
- Le genre Baeotus a été décrit par l'entomologiste britannique Arthur Francis Hemming en 1939[1].
- L'espèce type est Baeotus baeotus (Doubleday, 1849), protonyme Megistanis baeotus.

## Taxinomie
Liste d'espèces
- Baeotus aeilus (Stoll, 1780)
- Baeotus baeotus (Doubleday, [1849])
- Baeotus deucalion (Staudinger, [1885])
- Baeotus japetus (Staudinger, [1885]), synonyme Baeotus hahneli.

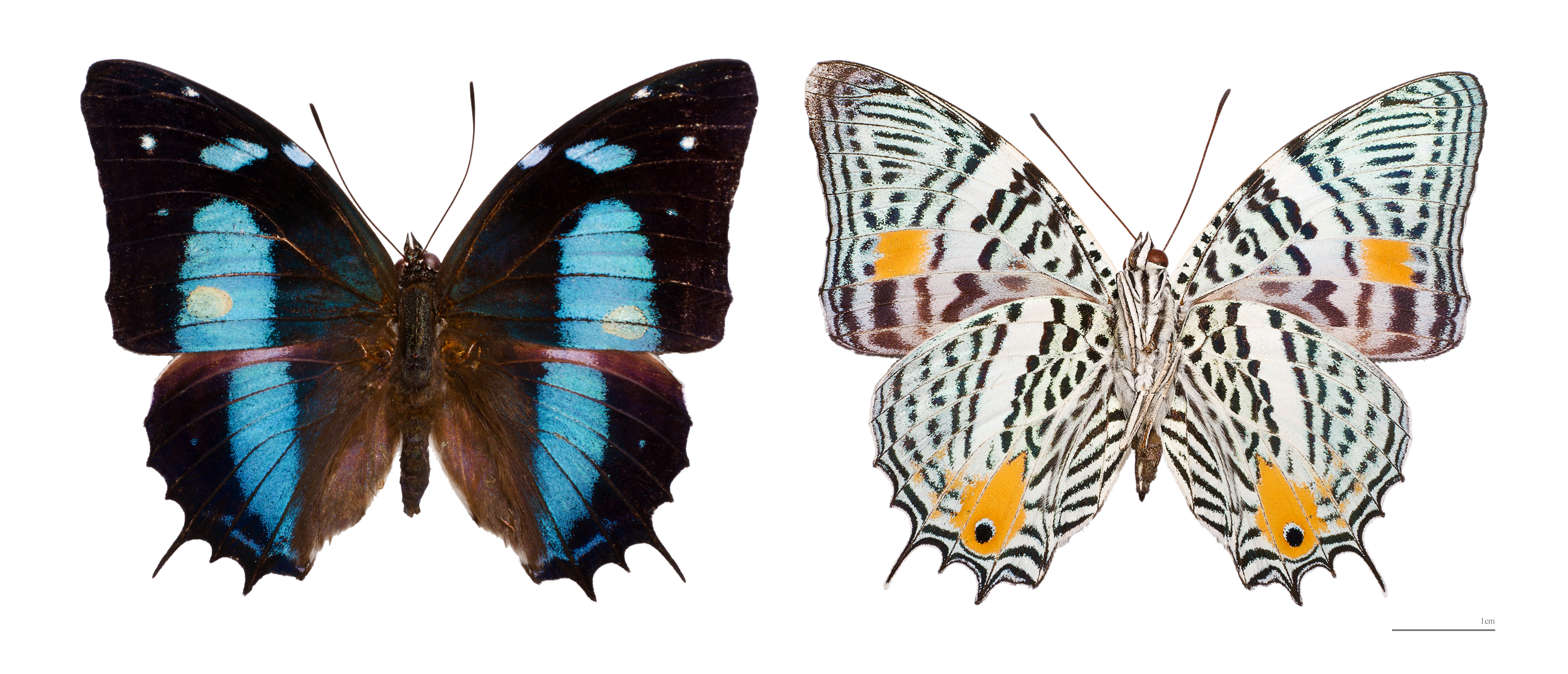
Baeotus aeilus - MHNT